# Міхалувек (Опольське воєводство)
Міхалувек (пол. Michałówek, нім. Michelsdorf) — село в Польщі, у гміні Немодлін Опольського повіту Опольського воєводства.
Населення — 260 осіб (2011).

## Демографія
Демографічна структура станом на 31 березня 2011 року:
|          | Загалом | Допрацездатний вік | Працездатний вік | Постпрацездатний вік |
| -------- | ------- | ------------------ | ---------------- | -------------------- |
| Чоловіки | 133     | 22                 | 107              | 4                    |
| Жінки    | 127     | 24                 | 80               | 23                   |
| Разом    | 260     | 46                 | 187              | 27                   |